# Lutynia Dolna
Lutynia Dolna (cz. Dolní Lutyněⓘ, niem. Nieder Leuten) – wieś gminna i gmina w kraju morawsko-śląskim, w powiecie Karwina w Czechach.
Przez stulecia miejscowość nazywała się  Lutynia Niemiecka (cz. Německá Lutyně, niem. Deutschleuten), dopiero podczas II wojny światowej zmieniono jej nazwę na obecną, podobnie jak pobliskiej siostrzanej wsi z Lutynia Polska na Lutynia Górna (obecnie Lutynia – dzielnica Orłowej).

## Podział administracyjny
Gmina Lutynia Dolna składa się z dwóch gmin katastralnych:
- Lutynia Dolna – położona w południowej części, ma powierzchnię 2031,7 ha[2] (81,7% obszaru całej gminy). W 2001 mieszkało tu 4062 z 4771 osób zemieszkujących całą gminę[3].
- Wierzniowice (cz. Věřňovice, niem. Willmersdorf) – położona w północnej części nad rzeką Olzą, przy granicy z Polską. Powierzchnia wynosi 456,08 ha[4] (18,3% obszaru gminy). W 2001 mieszkało tu 709 osób[3]. W granicach gminy od 1975.

## Geografia
Gmina położona jest w północnej części powiatu Karwina, na południu sąsiaduje z Orłową (Lutynią), na wschodzie z Dziećmorowicami, na zachodzie z Boguminem (Skrzeczoniem). Od strony północnej sąsiaduje z Polską. Przez gminę przepływa rzeka Olza (cz. Olše), która na odcinku od Dziećmorowic do Bogumina, a szczególnie na wysokości Wierzniowic wykazuje wysoką wartość przyrodniczą, co jest tym bardziej cenne, gdyż znajduje się na uboczu gęsto zaludnionego okręgu przemysłowego. W 1989 4,59 ha tego obszaru zostało objęte ochroną prawną jako pomnik przyrody. Również na wysokości Wierzniowic na ok. 2,5 km odcinku Olzy granica polsko-czeska odbiega od jej biegu w stronę północną, po czym powraca do niej tuż za powstającym granicznym węzłem autostrady A1.

## Ludność
W 2001 roku 5,3% populacji gminy stanowili Polacy, następnymi pod względem wielkości mniejszościami byli Słowacy (2,3%), potem Morawianie (1,3%) i Ślązacy (1%).

## Historia
Miejscowość Lutynia po raz pierwszy wzmiankowana została w łacińskim dokumencie Liber fundationis episcopatus Vratislaviensis (pol. Księga uposażeń biskupstwa wrocławskiego), spisanej za czasów biskupa Henryka z Wierzbna ok. 1305 w szeregu wsi zobowiązanych do płacenia dziesięciny biskupstwu we Wrocławiu, w postaci item in Luthina LXXI) mansi. Zapis ten oznaczał, że wieś posiadała 71 łanów większych. Została założona prawdopodobnie w akcji kolonizacyjnej przeprowadzonej przez powstały w 1268 klasztor Benedyktynów w Orłowej, a jej powstanie wiąże się również z przeprowadzaną pod koniec XIII wieku na terytorium późniejszego Górnego Śląska wielką akcją osadniczą (tzw. łanowo-czynszową). Wieś politycznie znajdowała się wówczas w granicach utworzonego w 1290 piastowskiego (polskiego) Księstwa Cieszyńskiego, będącego od 1327 lennem Królestwa Czech, a od 1526 roku w wyniku objęcia tronu czeskiego przez Habsburgów wraz z regionem aż do 1918 roku w monarchii Habsburgów (potocznie Austrii).
Miejscową parafię katolicką pw. św. Jana Chrzciciela założono jeszcze w XIV lub w pierwszej połowie XV wieku i po raz pierwszy wzmiankowano w sprawozdaniu z poboru świętopietrza sporządzonym przez archidiakona opolskiego Mikołaja Wolffa w 1447 jako jedną z 51 w archiprezbiteracie cieszyńskim (pod nazwą Lutina).
W 1700 miejscowość przeszła na własność hrabiowskiego rodu Taaffe, którzy wybudowali tutaj pałac w stylu barokowym jako swoją letnią rezydencję. Obecnie obiekt służy jako blok mieszkalny. Pod koniec XIX wieku w okolicy odkryto złoża węgla kamiennego, co przyczyniło się do jej rozwoju ekonomicznego i demograficznego, jak również Lutyni Dolnej.
W 1905 dzięki staraniom Macierzy Szkolnej Księstwa Cieszyńskiego w miejscowości powstała szkoła ludowa z polskim językiem wykładowym.
Według austriackiego spisu ludności z 1910 roku Niemiecka Lutynia miała 4096 mieszkańców, z czego 3888 było zameldowanych na stałe, 3483 (89,6%) było polsko-, 359 (9,2%) niemiecko- a 46 (1,2%) czeskojęzycznymi, 3994 (97,5%) było katolikami, 27 (0,7%) ewangelikami, 52 (1,3%) wyznawcami judaizmu a 23 (0,6%) innej religii lub wyznania.
W 1920 miejscowość znalazła się w granicach Czechosłowacji.

## Zabytki
W miejscowości znajdują się barokowy kościół św. Jana Baptysty z 1746, sklep aptekarski wybudowany około 1900 roku oraz polska szkoła.